# Luis Alegría
Luis Anthony Alegría Quijón (Santiago, Chile, 21 de noviembre de 1980) es un exfutbolista chileno que jugaba de defensa.
Actualmente juega en SQM Laboral del fútbol amateur.

## Clubes
| Club                      | País  | Año       |
| ------------------------- | ----- | --------- |
| Universidad de Concepción | Chile | 2000-2003 |
| Deportes Antofagasta      | Chile | 2003-2007 |
| Ñublense                  | Chile | 2008-2010 |
| Deportes Concepción       | Chile | 2011      |
| Everton                   | Chile | 2012      |
| Cobresal                  | Chile | 2012-2013 |
| San Marcos de Arica       | Chile | 2013-2014 |
| Deportes Concepción       | Chile | 2014-2016 |

- Datos: Q5681809